# Luxiaria calida
Luxiaria calida là một loài bướm đêm trong họ Geometridae.